# Manastigma hirsuta
Manastigma hirsuta är en fjärilsart som beskrevs av Prittwitz 1865. Manastigma hirsuta ingår i släktet Manastigma och familjen juvelvingar. Inga underarter finns listade i Catalogue of Life.